# Blanca Parés
Blanca Parés (Barcelona, España, 16 de septiembre de 1991) es una actriz conocida en la pequeña pantalla principalmente por sus papeles como Quintina Merayo en El secreto de Puente Viejo o Alba Novoa en Amar es para siempre.

## Biografía
En el año 2012 ficha por la serie El secreto de Puente Viejo para interpretar a Quintina Merayo, una joven ciega que trabaja en un circo, tras salir de este se instala en Puente Viejo después de enamorarse de Hipólito Mirañar (Selu Nieto), el hijo de Pedro Mirañar (Enric Benavent) y Dolores Asenjo (Maribel Ripoll) los alcaldes de Puente Viejo.
En el año 2015 y tras más de 500 episodios a sus espaldas abandona El secreto de Puente Viejo para emprender nuevos proyectos. En ese mismo año estrena Pasión criminal compartiendo cartel con algunos actores que también habían pasado por Puente Viejo, entre ellos, Jordi Coll, Victoria Camps Medina y Miquel García Borda.
También en el año 2015 se incorpora al rodaje de la nueva película de Pedro Almodóvar, Julieta, en la que interpreta el personaje de Antía, la hija de Julieta (Emma Suárez), en su etapa adolescente.
En el año 2016 rueda el largometraje El último unicornio, ópera prima de la joven directora Carmen Blanco.
A principios de agosto de 2016 se confirma que ha fichado por la nueva temporada de la serie Amar es para siempre, en la que interpretará a una de las hijas de la familia Novoa, la más joven, de nombre Alba, hija de Félix Novoa (Nancho Novo) y de Rosalía Feijoo (Ana Torrent); hermana pequeña de Marta (Mariona Ribas), Jaime (Javier Pereira) y Bruno (Óscar Ortuño).

## Vida privada
Se conoce muy poco de la vida privada de Blanca, pero se sabe que tiene dos hermanas mayores que ella.

## Filmografía

### Televisión
| Año         | Serie                      | Personaje                | Cadena   | Notas         |
| 2012 - 2015 | El secreto de Puente Viejo | Quintina Merayo          | Antena 3 | 534 episodios |
| 2016 - 2017 | Amar es para siempre       | Alba Novoa Feijó         | Antena 3 | 256 episodios |
| 2017        | Inhibidos                  | María                    | Playz    | 8 episodios   |
| 2021        | El tiempo que te doy       | Mar                      | Netflix  | 1 episodio    |
| 2024        | Las abogadas               | Dolores Sancho Silvestre | La 1     | 3 episodios   |
| 2025        | Legado                     | Blanca                   | Netflix  | ¿? episodios  |

### Cine
| Año  | Título              | Personaje          | Director         | Notas        |
| 2014 | Pasión criminal     | Raquel             | Rubén Dos Santos |              |
| 2016 | Julieta             | Antía Feijóo Arcos | Pedro Almodóvar  |              |
| 2018 | Los amores cobardes | Eva                | Carmen Blanco    |              |
| 2019 | Eva regresa         | Eva                | Carmen Blanco    | Cortometraje |